# Чемпіонат Німеччини з хокею 1980—1981
Чемпіонат Німеччини з хокею 1981 — 64-ий чемпіонат Німеччини з хокею, чемпіоном став СК Ріссерзеє.

## Попередній етап
| М   | Команда        | І  | Пер | Н | Пор | Ш       | О  |
| --- | -------------- | -- | --- | - | --- | ------- | -- |
| 1.  | СК Ріссерзеє   | 44 | 30  | 8 | 6   | 212:123 | 68 |
| 2.  | Дюссельдорф ЕГ | 44 | 29  | 3 | 12  | 258:167 | 61 |
| 3.  | Маннхаймер ЕРК | 44 | 25  | 5 | 14  | 258:163 | 55 |
| 4.  | СК Берлін      | 44 | 23  | 6 | 15  | 202:170 | 52 |
| 5.  | ЕВ Ландсгут    | 44 | 22  | 7 | 15  | 211:141 | 51 |
| 6.  | Розенгайм      | 44 | 22  | 6 | 16  | 187:145 | 50 |
| 7.  | Кауфбойрен     | 44 | 18  | 6 | 20  | 190:234 | 42 |
| 8.  | ХК Фюссен      | 44 | 18  | 4 | 22  | 196:210 | 40 |
| 9.  | Бад-Наугайм    | 44 | 16  | 7 | 21  | 171:201 | 39 |
| 10. | Кельн          | 44 | 17  | 2 | 25  | 151:181 | 36 |
| 11. | ЕХК 70 Мюнхен  | 44 | 12  | 6 | 26  | 157:205 | 30 |
| 12. | Дуйсбург       | 44 | 1   | 0 | 43  | 65:328  | 2  |

Скорочення: М = підсумкове місце, І = ігри, Пер = перемоги, Н = нічиї, Пор = поразки, Ш = закинуті та пропущені шайби, О = набрані очки

## Найкращі бомбардири (попередній етап)
| Гравець          | Клуб           | І  | Г  | П  | О  |
| ---------------- | -------------- | -- | -- | -- | -- |
| Дік Деклоу       | Дюссельдорф ЕГ | 37 | 51 | 41 | 92 |
| Їржі Кохта       | ЕВ Ландсгут    | 44 | 37 | 54 | 91 |
| Холгер Майтінгер | Маннхаймер ЕРК | 44 | 37 | 53 | 90 |
| Дітер Хеген      | Кауфбойрен     | 43 | 54 | 35 | 89 |
| Еріх Кюнгакль    | ЕВ Ландсгут    | 44 | 40 | 46 | 86 |
| Роланд Ерікссон  | Дюссельдорф ЕГ | 40 | 31 | 55 | 86 |

## Втішний раунд
Клуби грали ще два з урахуванням набраних на попередньому етапі очок.
| М  | Команда       | І  | Пер | Н | Пор | Ш       | О  |
| -- | ------------- | -- | --- | - | --- | ------- | -- |
| 1. | Кельн         | 50 | 22  | 2 | 26  | 198:198 | 46 |
| 2. | Бад-Наугайм   | 50 | 17  | 8 | 25  | 195:233 | 42 |
| 3. | ЕХК 70 Мюнхен | 50 | 15  | 6 | 29  | 180:235 | 36 |
| 4. | Дуйсбург      | 50 | 3   | 1 | 46  | 84:362  | 7  |

Скорочення: М = підсумкове місце, І = ігри, Пер = перемоги, Н = нічиї, Пор = поразки, Ш = закинуті та пропущені шайби, О = набрані очки

## Плей-оф

### Чвертьфінали (скасовані)
- СК Ріссерзеє — Кауфбойрен 8:3, 4:3
- Дюссельдорф ЕГ — Розенгайм 2:1, 2:3,	5:2
- Маннхаймер ЕРК — СК Берлін 6:3, 8:3
- Кельн — ЕВ Ландсгут 6:2, 5:3

### Чвертьфінали
- СК Ріссерзеє — ХК Фюссен 6:4, 3:1
- Дюссельдорф ЕГ — Кауфбойрен 14:4, 7:5
- Маннхаймер ЕРК — Розенгайм 3:2 ОТ, 2:4, 3:2
- СК Берлін — ЕВ Ландсгут 4:3, 2:7, 4:0

### Півфінали
- СК Ріссерзеє — СК Берлін 5:3, 3:4, 4:2
- Дюссельдорф ЕГ — Маннхаймер ЕРК 5:0, 2:6, 5:4 ОТ

### Матч за 3 місце
- Маннхаймер ЕРК — СК Берлін 3:2 ОТ, 4:1

### Фінал
- СК Ріссерзеє — Дюссельдорф ЕГ 4:2, 1:4, 7:4

### Найкращі бомбардири
| Гравець         | Клуб           | І  | Г  | П  | О  |
| --------------- | -------------- | -- | -- | -- | -- |
| Ральф Крюгер    | Дюссельдорф ЕГ | 11 | 10 | 12 | 22 |
| Франц Райндль   | СК Ріссерзеє   | 10 | 9  | 12 | 21 |
| Роланд Ерікссон | Дюссельдорф ЕГ | 11 | 6  | 15 | 21 |